# 2019年沖繩縣公投
2019年沖繩縣公投即詢問是否贊同為邊野古美軍基地建設而填海造陸縣民投票 (日语：／)，是在2019年2月24日於日本沖繩縣舉行的公投。
此乃繼1996年沖繩縣公投決定減少美國駐軍後，沖繩第二次的全縣公投。沖繩縣知事玉城丹尼早於去年11月宣佈將會舉行公投，以實踐競選承諾。
選舉結果顯示，沖繩縣選民大比數反對中央政府的填海及搬遷計劃，其中僅19%支持，但多達72%選民反對。反對票超過25%的選舉門檻，意味沖繩縣知事將有義務尊重公投結果且將結果通報日本首相和美國總統。鑑於是次公投並無約束力，因此日本中央政府無法律上的義務去尊重結果。

## 公投題目及選項
公投要求選民決定：
是否贊成中央政府在名護市邊野古進行的填海活動，以代替普天間海軍陸戰隊航空基地。
公投題目原文：
選民有三個選項：「支持」、「反對」、「以上皆非」。當局原本計劃的公投中只有兩個選項－「支持」和「反對」。但沖繩市、宇流麻市、宜野灣市、宮古島和石垣市5市因市議會否決針對此公投的追加預算案，因此各市市長表示該市市民無法參加公投。2019年1月，雙方達成協議，同意公投容許第三個選項「以上皆非」，但亦令該五個城市的公投準備程序被逼延遲。原本當局預計為該五市另立公投投票日期，但最後準備工作如期完成，因而整個沖繩縣能夠在同一日舉行公投。
另外，2月15日至23日期間為提前投票時段。

## 請願
2018年12月8日，日裔美國人社運份子梶原在白宫请愿门户网站我们人民上创建了一份请愿书：「停止在邊野古/大浦湾填海造陆，直到冲绳举行公投」，到2018年12月28日，共征得100,343个签名，达到了白宫回应的最低阈值。该请愿还因多位签署者而获得关注，布赖恩·梅、Rola、坂本龍一、村本大輔、比嘉龙二等人公开表示支持。到2019年1月底，共有2万多人参加联属。截至2月24日（公投日期），白宫尚未作出回应。
梶原于2019年2月返回日本参加公投活动，遭到日本移民官员拘留与审问。

## 反應
|          | 支持       | 反對                                                                                             |
| -------- | ---------- | ------------------------------------------------------------------------------------------------ |
| 政黨     | 自由民主党 | 立憲民主黨                                                                                       |
| 公眾人物 |            | - 玉城丹尼：現任沖繩縣知事 - 坂本龍一：作曲家 - 布赖恩·梅：皇后乐队結他手 - Rola：模特兒和女演員 |

## 民意調查
| 調查日期   | 民調機構 | 樣本數目 | 贊成             | 反對                           | 無意見／以上皆非 | 未決定 | 領先  |     |     |    |     |
| ---------- | -------- | -------- | ---------------- | ------------------------------ | ---------------- | ------ | ----- | --- | --- | -- | --- |
| 調查日期   | 民調機構 | 樣本數目 | 2019年2月16—17日 | 朝日新聞（页面存档备份，存于） | 1,125            | 16%    | 領先  | 59% | 21% | 4% | 38% |
| 共同通訊社 |          | 15.8%    | 2019年2月16—17日 | 67.6%                          | 13.1%            | 0.5%   | 51.8% |     |     |    |     |

## 結果
| 選項                                          | 票數      | %      |
| --------------------------------------------- | --------- | ------ |
| 贊成                                          | 114,933   | 18.99% |
| 反對                                          | 434,273   | 71.74% |
| 以上皆非                                      | 52,682    | 8.70%  |
| 有效票                                        | 601,888   | 99.42% |
| 無效／棄權票                                  | 3,497     | 0.58%  |
| 總共                                          | 605,385   | 100%   |
| 已登記選民／投票率                            | 1,153,591 | 52.48% |
| 資料來源：Asahi Shimbun（页面存档备份，存于） |           |        |

## 事後
公投後的第二天，首相安倍晉三表示，雖然中央政府尊重結果，但邊野古的建設工程將繼續進行。 這一聲明得到了內閣官房長官菅義偉和防衛大臣岩屋武士的重申。邊野古的建設工程也立即重新啟動，引起了當地民眾的反對。

## 備註
1. 1 2 3 4  原文：「どちらでもない」，或譯「不支持亦不反對」